# サラサーテ・シーサイド
サラサーテ・シーサイドは、岸裕子の漫画作品に登場する架空の人物である。作品によっては更紗（さらさ）という名で登場することもある。

## プロフィール
岸裕子作品のサブキャラクターとしては一番多く出演しており、場合によっては名前が異なっている場合があるが、一番多いのは「サラサ」と呼ばれるキャラクターである。
素直で愛らしいキャラクターとして登場する時もあれば、激情的で情熱的、なおかつ皮肉屋として登場する時もある。
黒髪のおかっぱ頭の髪立ちの黒い瞳を持つ美少年。各作品に共通すると思われる経歴をあげると、通称はサラサ。両親は演奏家で、12歳のころから煙草や酒を嗜んでいる。同性愛者。男性なのにドレスがよく似合う。
作品中でのキーパーソンをつとめることが多く、何かしらの警句的な台詞を呟くことが多い。作者のキャラクターの中では作中で殺されたことが一度もない。

## 登場作品

### サラサーテ
- 『あなたごのみは』（1975年）
- 『そのさき言って…』（1976年）実質上の主人公。
- 『その気にさせないで…』（1977年）
- 『しあわせ色のとき』（1979年）
- 『こんがらがって…恋 』（1979年）天草アキヒロの愛人としてカメオ出演。
- 『ばら一輪蕾はふたつ 〈花言葉は…ひみつ〉 』（1980年）

### 更紗
- 『花はさくらぎ』（1975年） キャラクターとしてのデビュー作。
- 『離婚宣言いたします』（1977年）

### ブルーベリー
- 『バイオレット・グラデーションシリーズ』（1981年 - 1983年）
  - 『バイオレット・グラデーション』
  - 『ダイヤモンド狂騒曲』
  - 『今夜は殺して…』

### 泉くん
- 『タブー!!』
- 『ザ・シークレット』
- 『花言葉添えて…』

### その他
- 『銀のジーク』の『天星の剣』にも、シリンという似通った容貌のキャラクターが登場している。

## 言葉
- 「そっ、いつものこと。いつものこと。二人ならどんな家庭をきずくのかしら」（『そのさき言って…』）
- 「心配してくれる人がそばにいてくれるだけでも幸せと思ったら…?」（『しあわせ色の時』）
- 「……恋なんて…愛していてもむくわれるものばかりじゃないんですものねえ…」（『しあわせ色の時』）
- 「愛している人を簡単に忘れられるなら、お酒も情人（アミ）もベッドもいらない」（『ばら一輪蕾はふたつ』）